# Barrett-Jackson
Barrett-Jackson Collector Car Auction é um famoso leilão de carros de colecionadores realizado nos Estados Unidos desde 1960.